# Премия Джеймса Дайсона

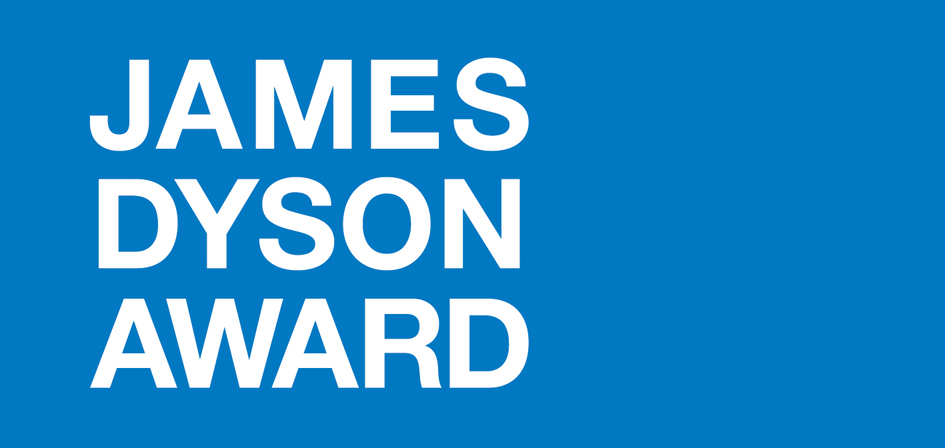
Премия Джеймса Дайсона

Премия Джеймса Дайсона (англ. James Dyson Award) — международная премия в области промышленного дизайна и инженерного проектирования, учреждённая в 2004 году. Создана с целью вдохновлять новое поколение промышленных дизайнеров и стимулировать студентов создавать конструкции, способные решить проблемы реальной жизни.
Вручаемый победителю (или команде, состоящей не более чем из 4 человек) приз представляет собой сертификат премии и награду в 10 000 фунтов стерлингов на реализацию и продвижение своих проектов. Также 10 000 фунтов стерлингов получает ВУЗ/Университет, в котором учится или который окончил автор проекта.

## Учредитель
Благотворительный фонд Джеймса Дайсона (James Dyson Foundation) — создан в 2002 году с целью поддержки образования в области промышленного дизайна и инженерного проектирования, благотворительного финансирования медицинских исследований и проектов. Фонд Джеймса Дайсона сотрудничает со школами и университетами в Великобритании и в других странах.

## Проекты

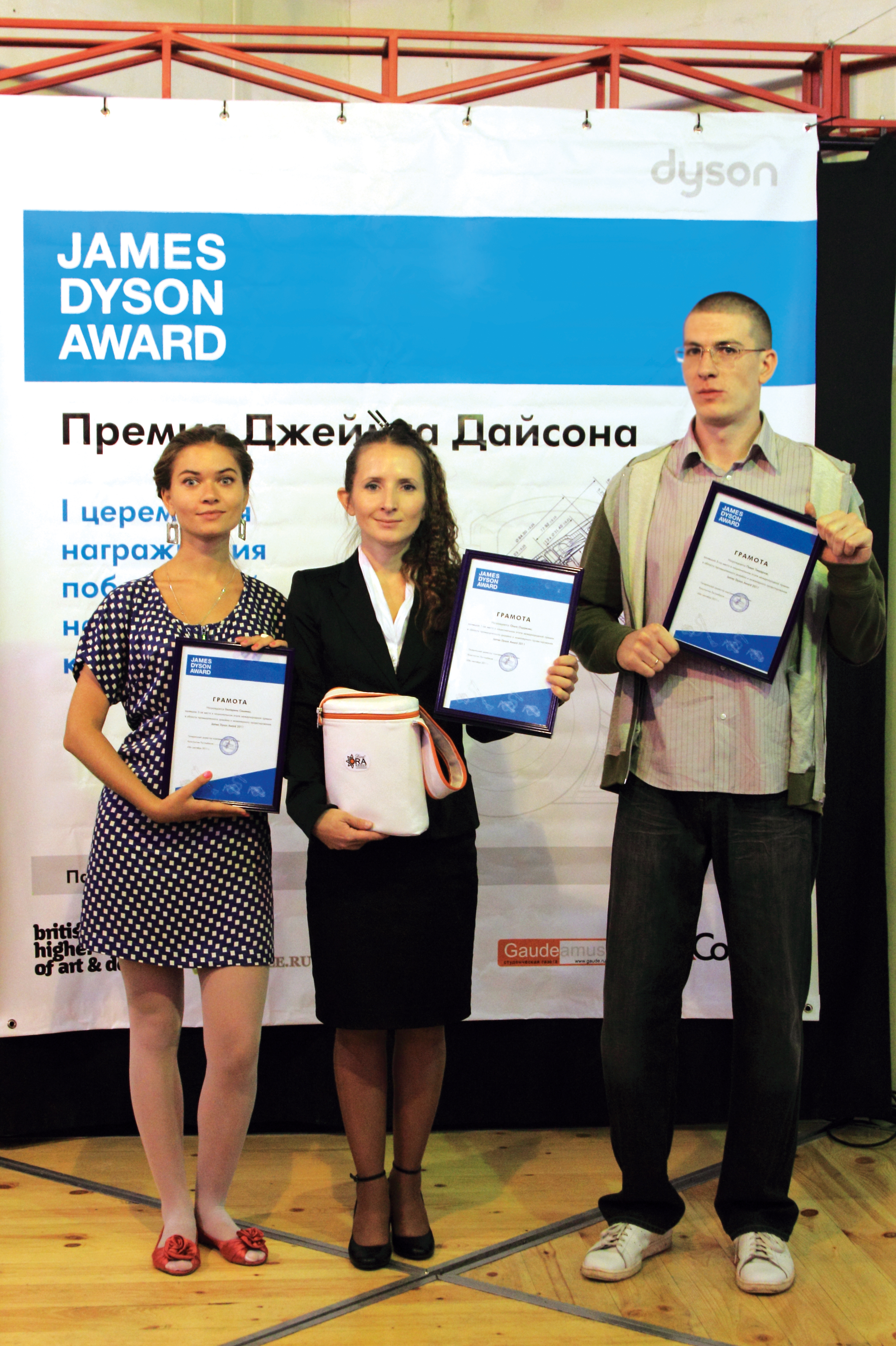
Финалисты национального этапа конкурса JDA 2011

Обладателями премии Джеймса Дайсона прошлых лет стали следующие проекты:
- Skylino (Германия) — рюкзак, предназначенный обеспечить безопасность маленьких детей в поездках на транспорте;
- The Contortionist (Великобритания) — складной велосипед;[4]
- Flexi-dex (Бельгия) — гибкая крышка, способная закрыть ёмкость любой формы;
- Kahuna Adventure Equipment (Швейцария) — байдарка с педальным приводом, способная трансформироваться в палатку;
- SAW (Финляндия) — складная пила, раскрывающаяся одним движением;
- Longreach (Австралия) — спасательный жилет из водоотталкивающей пены, которая быстро увеличивается в объёме при попадании в воду;[5]
- Automist (Великобритания) — специальный огнетушитель, устанавливаемый на водопроводный кран в кухне;
- Airdrop (Австралия) — недорогое и простое в установке устройство с автономным питанием, помогающее решать проблемы с выращиванием урожая в засушливых областях.[6][7]

В России победителями национального этапа конкурса премии Джеймса Дайсона стали следующие проекты:
В 2010 году
OCNO — ручка с линзой Френеля (Санкт-Петербург).
В 2011 году
Мобильная молочная кухня DivaOra (Екатеринбург), способная приготовить и разогреть молоко, смесь, сок, кашу непосредственно перед кормлением за 2-3 секунды с соблюдением всех требований по гигиене.
В 2013 году
Анастасия Гаврилова (Москва) с проектом «HOT-STEP» — технология зимней обуви, преобразующая энергию, выделяемую при ходьбе, в подогрев и не требующая смены обуви.
Призёрами национального этапа конкурса премии Джеймса Дайсона в России стали:
- Екатерина Семенько из Ростова-на-Дону, сконструировавшая многоразовую тарелку Ox-Eye, состоящую из тарелки-основы (ламинированный картон), на которую наклеены 7 слоёв биоразлагаемой плёнки (пептидная плёнка). Это изобретение позволяет не только экономить потребление воды, но также и заботиться об окружающей среде. Все элементы выполнены из экологически чистых, безотходных материалов.[17][18]
- Павел Твердунов из Ульяновска, разработавший устройство для очистки и обеззараживания воды LEDPure, предназначенное для установки в водопроводные сети жилых домов. Очистка от примесей с помощью этого изобретения происходит в два этапа: при прохождения воды через турбулизатор потока, а также при прохождении её через фильтрующий элемент.[19][20]

## Условия участия
В конкурсе могут принять участие студенты инженерно-конструкторских специальностей, факультетов проектирования, промышленного дизайна, инженерных разработок (и лица, окончившие учебные заведения не более четырёх лет назад) из России, Австралии, Австрии, Бельгии, Великобритании, Германии, Голландии, Ирландии, Испании, Италии, Канады, Малайзии, Новой Зеландии, Сингапура, США, Франции, Швейцарии и Японии. Для того, чтобы принять участие в конкурсе, необходимо загрузить видеоролик, изображение, рисунок или чертёж своих проектов на веб-сайте, а также текст на английском и русском языках, рассказывающий о том, что вдохновило авторов на создание предложенного изобретения и как проходил этап проектирования.

## Проекты

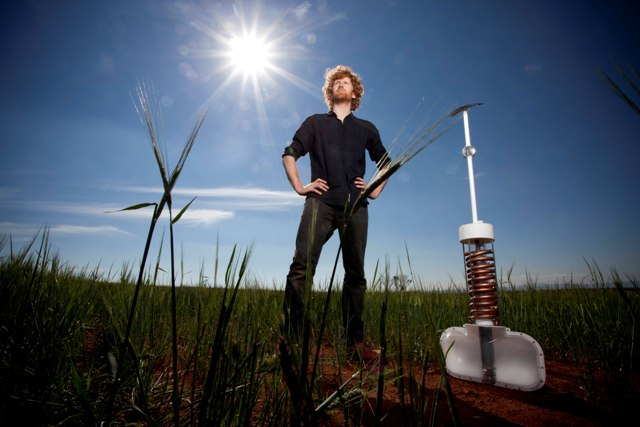
AirDrop — устройство с автономным питанием
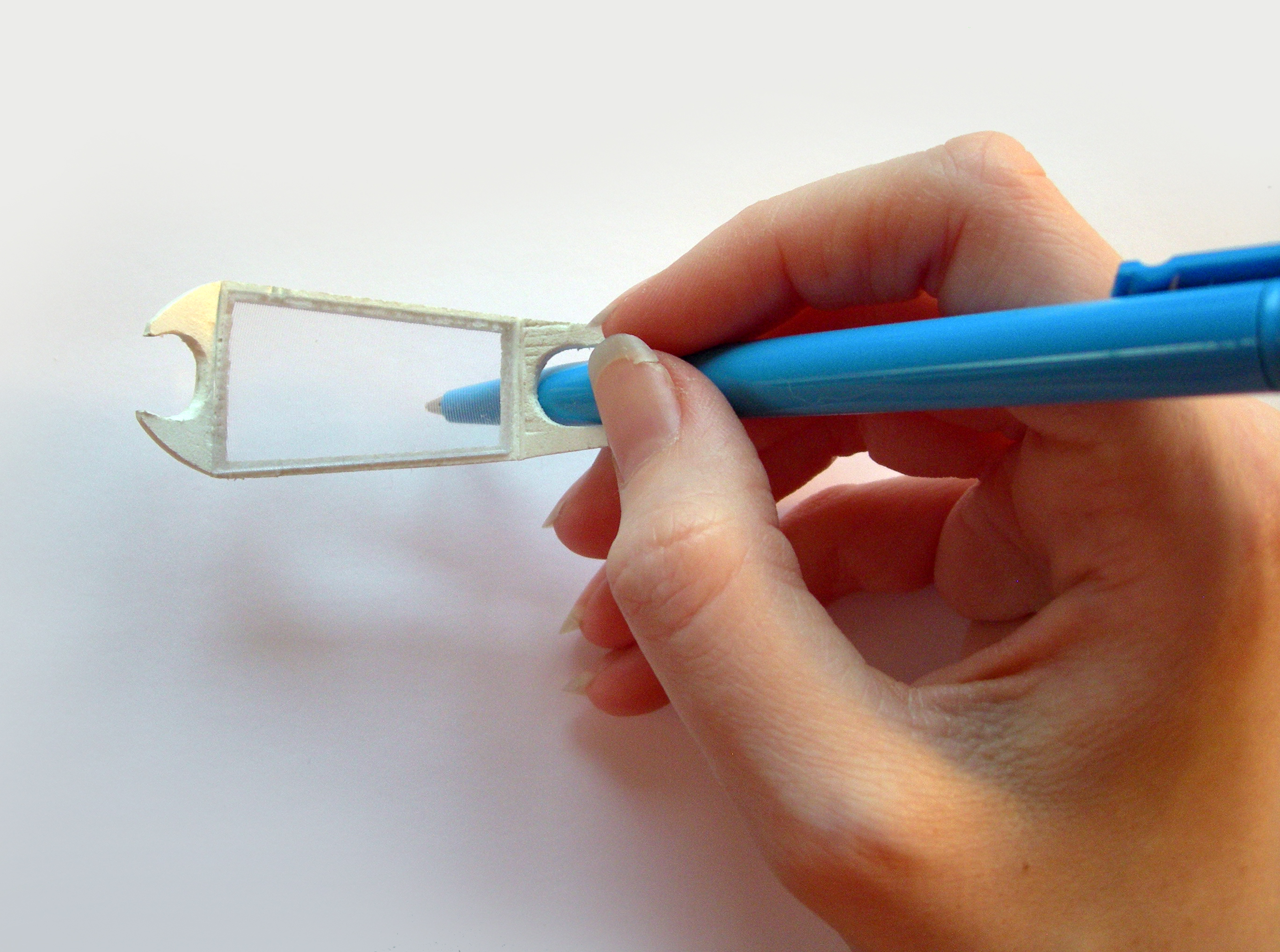
OCNO — ручка с линзой Френеля
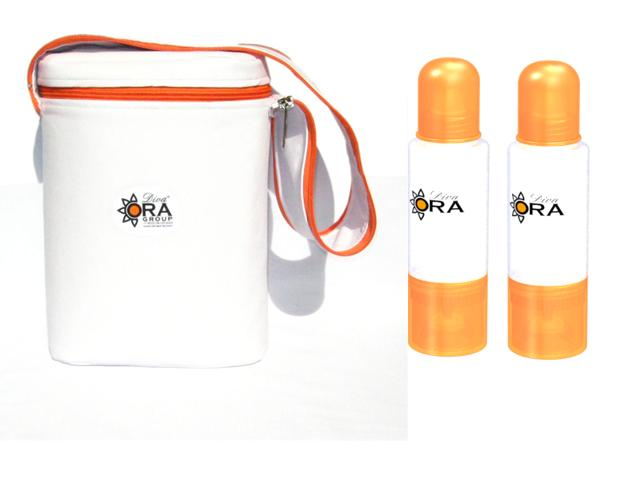
Мобильная молочная кухня DivaOra